# Арсенькина, Галина Петровна
Гали́на Петро́вна Арсе́нькина (род. 6 июня 1991, Зеленоград) — российская кёрлингистка, заслуженный мастер спорта России (кёрлинг, 2019), чемпионка Европы 2016, 7-кратная чемпионка России.
Участница турнира женских команд на зимних Олимпийских играх 2018 (9 место; в составе команды «Олимпийские спортсмены из России, ОСР») и 2022 (10 место).

## Биография
Галина Арсенькина начинала спортивную карьеру в детстве как фигуристка, но в 12 лет получила травму, после чего перешла в кёрлинг. С 2007 года выступала за команду «Москва», в составе которой 5 раз становилась чемпионкой России. С 2015 — выступает за клуб «Краснодарский край» (Сочи), в составе которого в 2017 выиграла свой 6-й национальный чемпионский титул.
Выпускница института экономики, управления и права МИЭТ 2013 года.
В 2016 дебютировала в национальной сборной России на чемпионате Европы в Шотландии и выиграла с командой золотые медали. В 2018 в составе сборной стала бронзовым призёром чемпионата мира, в 2021 — серебряным призёром.
В мае 2023 объявила о завершении спортивной карьеры, основной причиной решения явилось продолжение запрета МОК и Всемирной федерации кёрлинга на участие в международных соревнованиях для российских и белорусских спортсменов по политическим причинам.

## Достижения

### Со сборными
- Серебряный призёр чемпионата мира 2021;
- Бронзовый призёр чемпионата мира 2018;
- Чемпионка Европы 2016;
- Серебряный призёр зимней Универсиады 2017;
- Двукратный бронзовый призёр чемпионатов мира среди молодёжных команд — 2011, 2012.

### С клубами
- Семикратная чемпионка России — 2007, 2008, 2009, 2010, 2012 (Москва), 2017 (Краснодарский край), 2020 (Санкт-Петербург)[8].
  - Шестикратный серебряный призёр чемпионатов России — 2011 (Москва), 2013 (Москва-1), 2016 (Краснодарский край), 2019 (Краснодарский край), 2022, 2023 (оба раза Санкт-Петербург);
  - Бронзовый призёр чемпионата России — 2015 (Краснодарский край).
- Пятикратный обладатель Кубка России по кёрлингу среди женщин — 2007 (Москва), 2009 (Москвич), 2011 (Москвич), 2020 (Санкт-Петербург 1), 2022 (Санкт-Петербург 2);
- Бронзовый призёр розыгрыша Кубка России среди женщин 2010 (ЭШВСМ «Москвич-1»);
- Победитель розыгрыша Суперкубка 2016[9].
- Серебряный (2016) и бронзовый (2008) призёр чемпионатов России среди смешанных команд.

## Команды
| Год  | Турнир                                           | Команда                   | Игроки                                                                                        | Тренер                             |
| ---- | ------------------------------------------------ | ------------------------- | --------------------------------------------------------------------------------------------- | ---------------------------------- |
| 2007 | Чемпионат России                                 | «Москвич» (Москва)        | О.Жаркова, Н.Езех, А.Тюваева, О.Зябликова, Г.Арсенькина                                       | О.Андрианова                       |
| 2007 | Кубок России                                     | Москва                    | О.Жаркова, К.Езех, А.Сидорова, Г.Арсенькина, О.Зябликова                                      |                                    |
| 2008 | Чемпионат России                                 | Москва                    | О.Жаркова, Н.Езех, А.Сидорова, Г.Арсенькина, О.Зябликова                                      | О.Андрианова                       |
| 2009 | Кубок России                                     | Москва                    | О.Жаркова, К.Езех, А.Сидорова, Г.Арсенькина, О.Зябликова                                      |                                    |
| 2009 | Чемпионат мира среди молодёжных команд (4 место) | молодёжная сборная России | М.Фомина, Е.Галкина, А.Сидорова, Д.Козлова, Г.Арсенькина                                      | О.Андрианова                       |
| 2009 | Чемпионат России                                 | Москва                    | О.Жаркова, Н.Езех, А.Сидорова, Г.Арсенькина, О.Зябликова                                      | О.Андрианова                       |
| 2010 | Кубок России                                     | ЭШВСМ «Москвич-1»         | А.Сидорова, Н.Езех, О.Зябликова, Г.Арсенькина                                                 |                                    |
| 2010 | Чемпионат мира среди молодёжных команд (5 место) | молодёжная сборная России | А.Сидорова, М.Фомина, Е.Галкина, Г.Арсенькина, Е.Антонова                                     | О.Андрианова                       |
| 2010 | Чемпионат России                                 | Москва                    | О.Жаркова, Н.Езех, А.Сидорова, Г.Арсенькина, О.Зябликова                                      | О.Андрианова                       |
| 2011 | Кубок России                                     | Москвич                   | А.Сидорова, О.Зябликова, Н.Езех, Г.Арсенькина                                                 |                                    |
| 2011 | Чемпионат мира среди молодёжных команд           | молодёжная сборная России | А.Сидорова, О.Зябликова, Е.Антонова, Г.Арсенькина, В.Моисеева                                 | О.Андрианова                       |
| 2011 | Чемпионат России                                 | Москва                    | А.Сидорова, Н.Езех, О.Зябликова, Г.Арсенькина, О.Лаврова                                      | О.Андрианова                       |
| 2012 | Чемпионат мира среди молодёжных команд           | молодёжная сборная России | А.Сидорова, О.Зябликова, В.Моисеева, Г.Арсенькина, А.Саитова                                  | О.Андрианова                       |
| 2012 | Чемпионат России                                 | Москва-1                  | А.Сидорова, О.Зябликова, Н.Езех, Г.Арсенькина                                                 | О.Андрианова                       |
| 2013 | Чемпионат России                                 | Москва-1                  | А.Сидорова, О.Зябликова, Н.Езех, Г.Арсенькина                                                 | О.Андрианова                       |
| 2015 | Чемпионат России                                 | Краснодарский край (Сочи) | О.Жаркова, Ю.Гузиёва, Ю.Портунова, Г.Арсенькина                                               | С.Беланов                          |
| 2016 | Чемпионат России                                 | Краснодарский край (Сочи) | О.Жаркова, Ю.Портунова, Г.Арсенькина, Ю.Гузиёва, Н.Зайцева                                    | С.Беланов                          |
| 2016 | Суперкубок России                                | Команда В.Моисеевой       | В.Моисеева, У.Васильева, Г.Арсенькина, Ю.Гузиёва, Ю.Портунова                                 | С.Беланов                          |
| 2016 | Чемпионат Европы                                 | Сборная России            | В.Моисеева, У.Васильева, Г.Арсенькина, Ю.Гузиёва, Ю.Портунова                                 | С.Беланов                          |
| 2017 | Арктический кубок по кёрлингу 2017               | Команда В. Моисеевой      | В. Моисеева, У. Васильева, Г. Арсенькина, Ю. Гузиёва, Ю. Портунова                            | С. Беланов                         |
| 2018 | Зимние Олимпийские игры 2018 (9 место)           | Сборная России            | В. Моисеева, У. Васильева, Г. Арсенькина, Ю. Гузиёва, Ю. Портунова                            | С. Беланов                         |
| 2018 | Чемпионат мира среди женщин                      | Сборная России            | В.Моисеева, Ю. Портунова, Г. Арсенькина, Ю.Гузиёва, Анна Сидорова                             | С. Беланов                         |
| 2018 | Чемпионат Европы (4 место)                       | Сборная России            | Алина Ковалёва, Анастасия Брызгалова, Галина Арсенькина, Екатерина Кузьмина, Ульяна Васильева | Игорь Минин, Ирина Колесникова     |
| 2019 | Чемпионат мира (5 место)                         | Сборная России            | Алина Ковалёва, Анастасия Брызгалова, Галина Арсенькина, Екатерина Кузьмина, Ульяна Васильева | Игорь Минин, Ирина Колесникова     |
| 2019 | Чемпионат России                                 | Краснодарский край 1      | Юлия Портунова (4-й), Ольга Жаркова (скип), Галина Арсенькина, Юлия Гузиёва, Наталья Налимова |                                    |
| 2019 | Чемпионат Европы (4 место)                       | Сборная России            | Алина Ковалёва, Мария Комарова, Галина Арсенькина, Екатерина Кузьмина, Анастасия Даньшина     | Ирина Колесникова, Даниэль Рафаэль |
| 2020 | Кубок России среди женщин , Чемпионат России     | Санкт-Петербург 1         | Алина Ковалёва, Мария Комарова, Галина Арсенькина, Екатерина Кузьмина, Вера Тюлякова          | Анастасия Брызгалова               |
| 2021 | Чемпионат мира среди женщин                      | Сборная России            | Алина Ковалёва (скип), Юлия Портунова, Галина Арсенькина, Екатерина Кузьмина, Мария Комарова  | С. Беланов, И. Колесникова         |
| 2021 | Чемпионат Европы среди женщин (4 место)          | Сборная России            | Алина Ковалёва (скип), Юлия Портунова, Галина Арсенькина, Екатерина Кузьмина, Мария Комарова  | С. Беланов, И. Колесникова         |
| 2022 | Чемпионат России                                 | Санкт-Петербург 1         | Алина Ковалёва, Мария Комарова, Галина Арсенькина, Екатерина Кузьмина, Вера Тюлякова          | Анастасия Брызгалова               |
| 2022 | Зимние Олимпийские игры 2022 (10 место)          | Сборная России            | Алина Ковалёва (скип), Юлия Портунова, Галина Арсенькина, Екатерина Кузьмина, Мария Комарова  | С. Беланов, И. Колесникова         |
| 2022 | Кубок России среди женщин                        | Санкт-Петербург 2         | Алина Ковалёва, Галина Арсенькина, Мария Комарова, Екатерина Кузьмина, Вера Тюлякова          | Анастасия Брызгалова               |
| 2023 | Чемпионат России                                 | Санкт-Петербург 2         | Алина Ковалёва, Мария Комарова, Галина Арсенькина, Екатерина Кузьмина, Анастасия Брызгалова   | Анастасия Брызгалова               |